# Chrystiansdor
Chrystiansdor (duń. Christian d'or) - złota moneta duńska bita na wzór hiszpańskiego pistola.
Nazwa monety wywodzi się od imienia króla Danii - w 1775 roku Chrystiansdory rozpoczął bić Chrystian VII. Moneta ważyła 6,681 gramów i zawierała 6,032 gramów złota. W 1827 Fryderyk VI zamiast Chrystiansdorów nakazał bić Frederiksdory. 
Chrystiansdory ponownie bito w latach panowania Chrystiana VII (1839–1848) oraz w latach 1863–1870 pod rządami króla Chrystiana X. Jednak pod względem wagi i zawartości złota były identyczne z Frederiksdorami - ważyły 6,642 gramy i zawierały 5,95 gramów czystego złota.